# ArcelorMittal Orbit

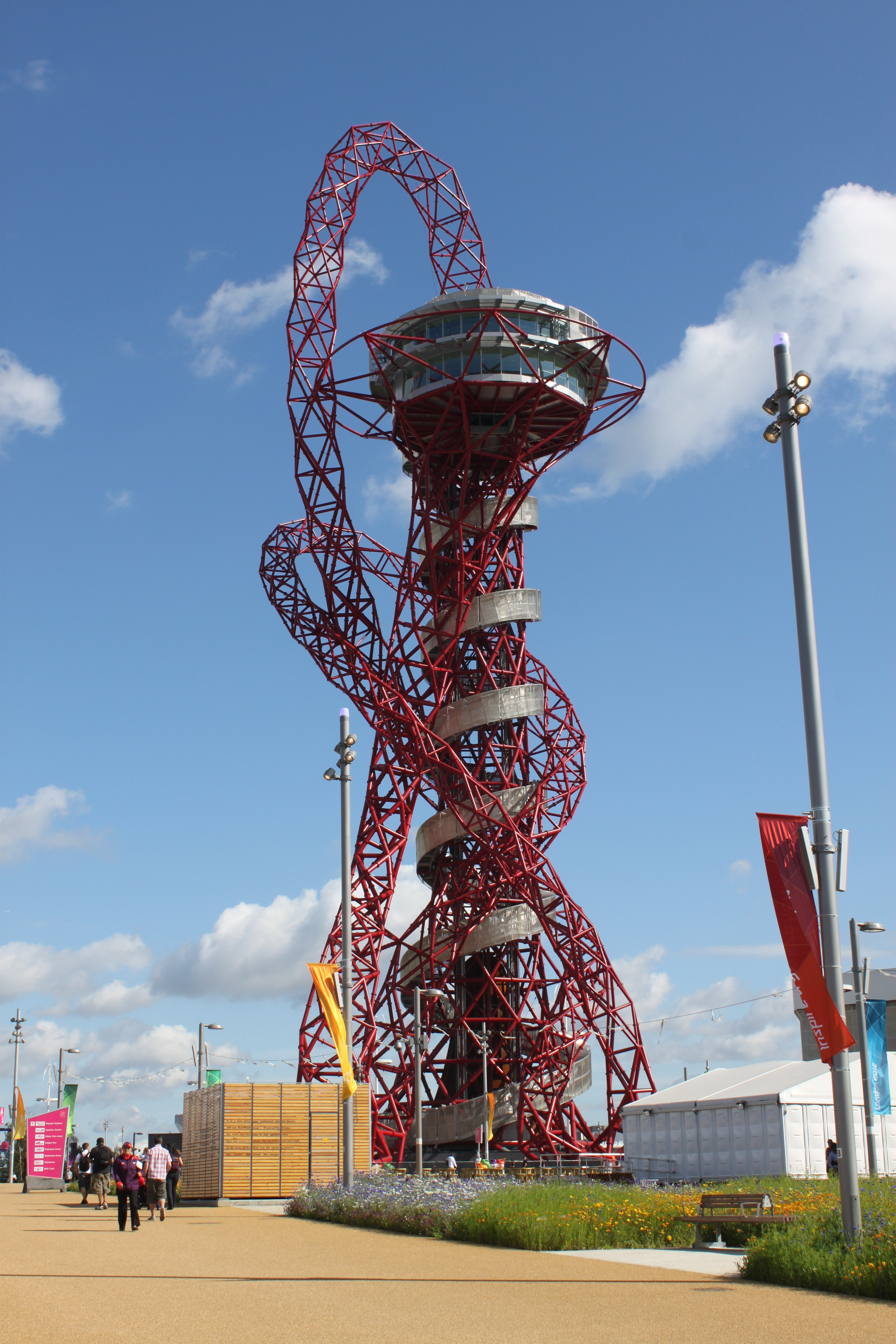

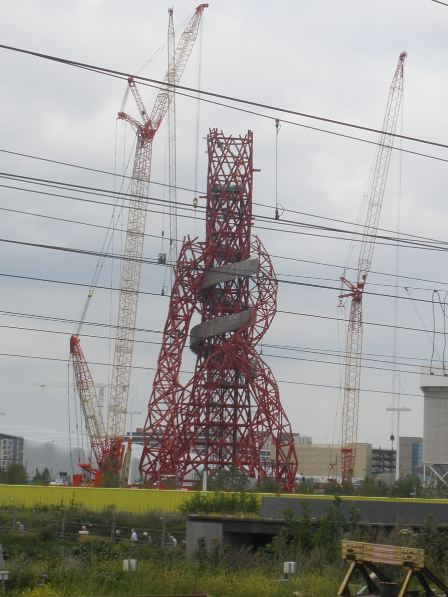
ArcelorMittal Orbit im Bau, 27. Juli 2011

Der ArcelorMittal Orbit ist ein 115 Meter hoher Aussichtsturm im Olympiapark in Stratford, London. Die Stahlskulptur ist Großbritanniens größtes Kunstwerk im öffentlichen Raum und soll zu einer dauerhaften Erinnerung an die Olympischen Spiele 2012 werden. Der Turm wurde zwischen dem Olympiastadion und dem Aquatics Centre errichtet. Seit der Eröffnung im April 2014 können die Besucher den ganzen Olympic Park von zwei Aussichtsplattformen aus überblicken. Weitere Ausblicke ergeben sich für Besucher, die die 435 Stufen zur Erde zu Fuß herabsteigen.

## Geschichte
Im Oktober 2008 entschieden der Bürgermeister von London, Boris Johnson sowie die britische Olympiaministerin, Tessa Jowell, dass der entstehende Olympiapark in Stratford eine besondere Attraktion benötige, um den Osten Londons von der Skyline abzuheben und bei den Londonern und Besuchern Neugier zu wecken. Aus diesem Grund wurde ein Design-Wettbewerb ausgeschrieben, bei dem Ideen für einen „Olympic Tower“ von mindestens 100 Metern (330 ft) Höhe gesucht wurden. Als Ergebnis dieses Wettbewerbs erhielt man 50 Entwürfe. Der Orbit war die einstimmige Wahl einer aus neun Mitgliedern bestehenden Jury.
Johnson sagte später, sein ursprüngliches Projekt sei bei Weitem nicht so groß gewesen wie der spätere Entwurf.
Als die Medien im Oktober 2009 erste unbestätigte Details dieses Projekt veröffentlichten, zeigte Großbritanniens reichster Mann, Lakshmi Mittal, der Vorsitzende des ArcelorMittal Konzerns, Interesse an einer Beteiligung bei der Finanzierung des Projekts. Ursprünglich wollte er sich mit etwa 15 Mio. £ beteiligen.
Der Orbit wurde von Anish Kapoor und Cecil Balmond gestaltet und 2012 fertiggestellt. Die geplanten Kosten beliefen sich auf 19,1 Mio. £, wovon 16 Mio. £ Lakshmi Mittal trägt. Die verbleibenden 3,1 Mio. £ kommen von der London Development Agency. Der offizielle Name der Skulptur, „ArcelorMittal Orbit“, verbindet den Namen der Firma ArcelorMittal als Hauptsponsor des Projekts mit dem ursprünglichen Arbeitstitel von Kapoor und Balmond. Kapoor und Balmond glauben, dass der Orbit als eine Kombination von Skulptur und Hochbau einen radikalen Fortschritt im architektonischen Bereich darstellen wird.
2012 wurde das Gebäude für den Carbuncle Cup (das hässlichste in den letzten zwölf Monaten im Vereinigten Königreich fertiggestellte Gebäude) nominiert.
Am 24. Juni 2016 wurde die im Nachhinein am Turm angebrachte, 78 Meter hohe und 178 Meter lange Röhrenrutsche The Slide eröffnet, um zusätzliche Einnahmen zu generieren. Die Rutsche ist die längste und höchste ihrer Art auf der Welt. Sie wurde vom Objektkünstler Carsten Höller entworfen und von der Firma Josef Wiegand aus dem osthessischen Rasdorf gebaut.

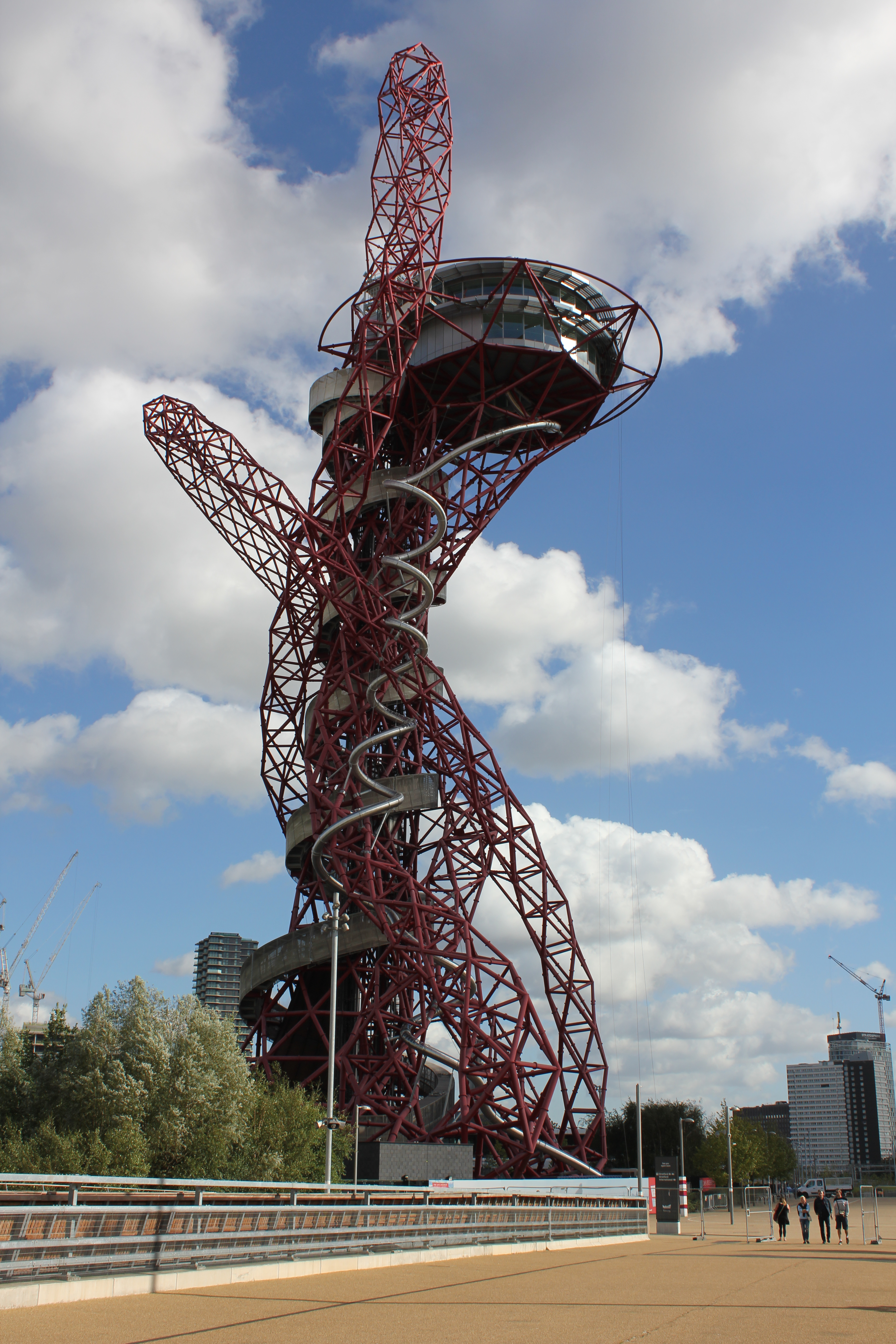
ArcelorMittal Orbit, zu erkennen ist die im Juni 2016 eröffnete Röhrenrutsche The Slide.